# Millie Wilson
Pour les articles homonymes, voir Wilson.
Millie Wilson, née en 1948 à Hot Springs (Arkansas), est une artiste lesbienne et professeure qui vit à Austin (Texas).

## Biographie
Elle est diplômée de l'université du Texas (à Austin). Plus tard, elle fréquente l'université de Houston.
Ses œuvre, des sculptures et ses installations examinent et déconstruisent les stéréotypes de genre et la construction de l'identité lesbienne,. Elles sont caractérisées par l'appropriation et l'ajustement des histoires pathologisantes des lesbiennes telles que construites par les autorités médicales, anthropologues et sociales, voire policières pour créer des sous-textes lesbiens,. Elle explique recourir aux formes narratives de l'humour, la parodie et l'hommage pour construire son œuvre, en utilisant le cadre des musées pour questionner la place même des femmes dans ces institutions.

## Œuvres
Elle décrit ses œuvres comme des inventaires inachevés et des fragments d'improvisations où ce qui est présenté est utilisé pour remettre en question les modalités de construction du monde par des techniques de langages, de savoir et d'information.

### Fauve semblant: Peter (A young Girl) (opposite) en 1989
En 1989, elle réalise une rétrospective d'une écrivaine lesbienne, Peter qui est un personnage de fiction, en l'inscrivant dans une narration de ses liens avec le mouvement du fauvisme. Cette installation intitulée Fauve Semblant: Peter (A young Girl) (opposite) est une rétrospective représentant un hommage à Peter, hommage que deux autres artistes lesbiennes, Romaine Brooks et Glucks, n'ont pas eu le privilège d'avoir. Brooks et Gluck sont peintres, et riches qui leur permet de peindre sans restriction et ouvertement en tant que lesbiennes. Romaine Brooks ne voit son œuvre récompensée que tardivement lors d'une rétrospective réalisée à dans le National Collection of Fine Arts in  Washington D.C par Adely B. Breeskin en 1971. Glucks quant à elle meurt isolée dans l'oubli, après que son œuvre soit passée de mode.
L'installation fait référence au portrait de l'artiste britannique Glucks réalisé par Romaine Brooks.
En parallèle de son installation, Millie Wilson déclare que les femmes qui s'engagent dans la peinture sont impliquées dans un processus de travestissement esthétique. Comme Brooks et Gluck, Peter se travestit, et ce qui reste de sa vie consiste en quelques artefacts présentés dans la rétrospective fictionnelle : son smoking, ses chaussures, sa palette de couleur qui sont photographiées pour être exposées. L'unique peinture supposément rescapée de la vie de Peter est exposée derrière un plexiglas avec un statut de véritable trésor.
Dans cette exposition, Millie Wilson a pour la première fois recours au procédé humoristique pour faire face à sa frustration d'essayer d'être une artiste exerçant dans des conditions différentes en tant que lesbienne. Elle explique qu'elle préfère séduire le public plutôt que de recourir à un activisme frontal, même si les deux vont de pair.

### The museum of lesbian dreams (le Musée des rêves lesbiens)
Elle continue à explorer les stigmas de la déviance féminine toujours en utilisant le cadre du musée pour faire ressortir son statut de contenant de la doctrine narrative officielle. Elle propose alors une fausse installation anthropologique intitulée Le musée des rêves lesbiens, dans laquelle elle se joue de l'absurdité des discours psycho-analytiques d'interprétation des rêves lesbiens. Elle part des pathologies médicales associées dans le discours médical aux personnes lunatiques, homosexuelles et lesbiennes.
Parmi les artefacts présentés figurent des représentations photographiques de dessins de Hogarth figurant des perruques ressemblant à des dessins d'organes génitaux féminins identifiés comme déviants dans un manuel de 1948 de George W. Henry The Gynecology of homosexuality in sex variant: une étude des motifs homosexuels.
Son œuvre se réfère aussi au surréalisme et au minimalisme. Le vide apparent du surréalisme en fait une cible facile comme outil de projection critique. Dans son œuvre Dressed like a Girl (habillée comme une fille), elle met en scène en parodiant un style surréaliste supposément bastion masculin deux cercles figurant des seins et un triangle figurant de manière stylisée un sexe de femme.